# 津田信明
津田 信明（つだ のぶあき）は、江戸時代前期から中期にかけての武士・尾張藩士。家紋は織田木瓜。

## 略歴
岩倉織田氏の系統・津田正盛の次男として誕生。
正盛の隠居後の実子として生まれたため、津田家の家督は養子の正方に譲られていた。万治3年（1660年）、徳川光友に御目見する。正方の死後、父の遺願通り正方の子ではなく、信明が家督相続した。正方の子は藩命により実家の姓に戻った。
その後、御小姓、新御番頭、御書院番頭となり、次々加増され1000石となる。
元禄6年（1693年）、高家大寄合となる。
正徳3年（1713年）、病気につき隠居し、間もなくして病没する。